# Thecla janthodonia
Thecla janthodonia är en fjärilsart som beskrevs av Dyar 1918. Thecla janthodonia ingår i släktet Thecla och familjen juvelvingar. Inga underarter finns listade i Catalogue of Life.